# Esteban Velásquez (actor)
Esteban Eduardo Velásquez Arrivillaga (Isla de Margarita, Nueva Esparta, 5 de junio de 1990),es un actor, modelo y bailarín venezolano radicado en Brasil. Destacado por su actuación como Michel en la tercera temporada de Soy Luna y como Guillermo Ruíz en Bia y Bia: un mundo al revés.

## Trayectoria artística
Comenzó trabajando en Nueva Esparta donde resaltó como animador y cantante.
Su primera aparición en televisión se dio en el año 2007 en el programa de telerrealidad de «Somos tú y yo». 
En 2012 participa en la tercera temporada de «Yo si canto», que formaba parte del programa Súper sábado sensacional transmitido por el canal Venevisión.
En el año 2014 se va a vivir a Argentina para continuar su carrera artística.
En 2015, participó en el Programa de telerrealidad «Dar la nota», conducido por Guido Kaczka y transmitido por Canal 13, donde logró ser uno de los finalistas del concurso.
En el año 2018 actúa en la tercera temporada de la serie juvenil de Disney Channel Soy Luna interpretando el papel de Michel, convirtiéndose así en el primer actor venezolano en trabajar para dicho canal.
En los años 2019 y 2020 vuelve a actuar para una serie de Disney Channel, Bia, dándole vida a Guillermo Ruíz.
El 25 de septiembre de 2020, el  junto a Carolina Kopelioff son los protagonistas del videoclip «Hombre caido» del cantante Jandino.
Durante 2021, es parte del elenco de un especial de televisión de la plataforma de streaming Disney+ Bia: un mundo al revés interpretando nuevamente a Guillermo Ruíz, y también integra el reparto de «Historias para amar» un proyecto lanzado por Disney y Chicos.net que busca acompañar el desarrollo infantil en el mundo actual. protagoniza el vídeoclip de «tanguito», canción de la cantante Indi c.
En 2022 se fue a vivir a Brasil para grabar  «Uma garota comum», serie original de la plataforma de streaming Disney+.

## Filmografía

### Televisión
| Año        | Título                 | Personaje      | Emisor                       |
| ---------- | ---------------------- | -------------- | ---------------------------- |
| 2018       | Soy Luna               | Michel         | Disney Channel               |
| 2019/ 2020 | Bia                    | Guillermo Ruíz | Disney Channel               |
| 2021       | Bia: un mundo al revés | Guillermo Ruíz | Disney+                      |
| 2021       | Historias para amar    | Juano          | Disney Channel )/ Chicos.net |

### Reality Show
| Año  | Título        | Papel                    | Canal      |
| ---- | ------------- | ------------------------ | ---------- |
| 2007 | Somos tu y yo | Participante             | Venevisión |
| 2012 | Yo sí canto   | Participante             | Venevisión |
| 2015 | Dar la nota   | Participante (finalista) | Canal 13   |

### Videos
- Tanguito (Indi c)[12]
- Hombre caído (Jandino)[10]
- Que no se le olvide (Luciano Pereyra y Nacho)

## Discografía
- «Nadie nos va a parar» (de Bia)
- «Grita» (de Bia)